# Aldo Poy
Aldo Pedro Poy, né le 28 juillet 1945 à Rosario, est un footballeur international argentin évoluant au milieu de terrain.

## Carrière
Il a passé l'intégralité de sa carrière professionnelle au CA Rosario Central, club de sa ville natale.
Avec les Canailles, il a gagné deux fois le Championnat national, d'abord en 1971 puis en 1973.
Il est sélectionné pour la Coupe du monde 1974 en Allemagne de l'Ouest en compagnie de Mario Kempes, autre joueur de Rosario.
Son équipe échoue au 2e tour mais il ne prend part à aucune rencontre de la compétition.

## LaPalomitade Poy
Aldo Poy est devenu une légende chez les supporters de Rosario Central, lorsqu'il a inscrit un but de la tête (une palomita en espagnol) lors de la demi-finale du championnat 1971 opposant Rosario Central à l'autre club de la ville, le rival historique Newell's Old Boys lors d'un Classico Rosarino enflammée.
Depuis, chaque 19 décembre date anniversaire de la rencontre, de nombreux supporters de Rosario Central fêtent l’évènement en rejouant la scène du but, avec des concours de Palomita Poy à travers les clubs de canailles supporters du monde entier.

## Palmarès
- CA Rosario Central
  - Vainqueur du Championnat d'Argentine 1971 et 1973.